# Fylgia (försäkringsbolag)
Fylgia var ett svensk försäkringsbolag grundat 1881. 1928 köptes det upp av Livförsäkringsbolaget Trygg och 1971 gick det upp i Trygg-Hansa. Tidigare medarbetade i Fylgia inkluderar prins Carl Bernadotte.

## Bakgrund
Fylgia grundades av Eugene Samson 7 november 1881. Bland de första verkställande direktörerna fanns förutom Samson även Sven A. Lovén och Erik Odelstierna.

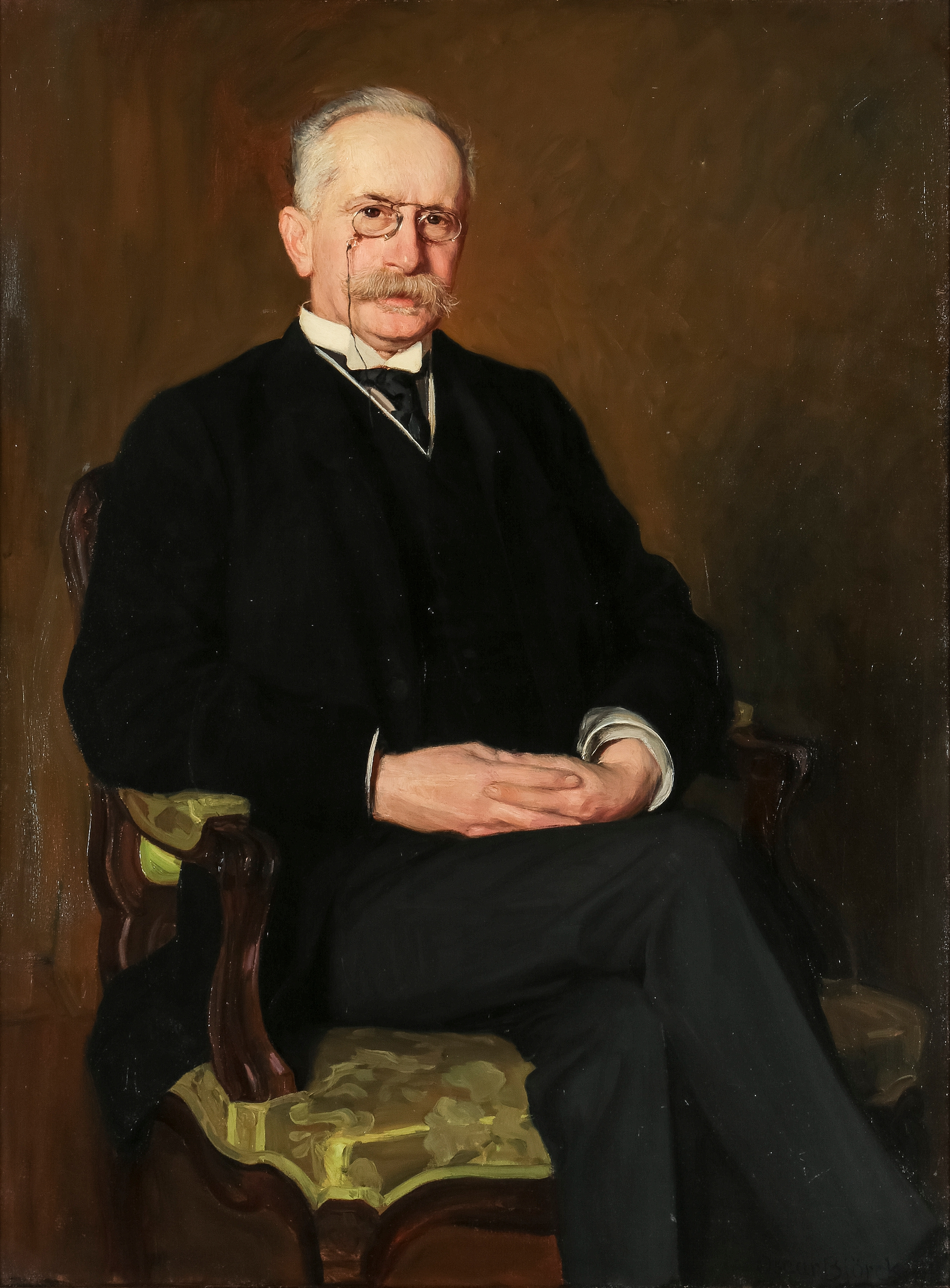
Fylgias grundare Eugene Samson (1847-1912), porträtt av Oscar Björck.

## Verksamhet
Fylgia erbjöd både livförsäkring som olycksfalls- och sjukförsäkring samt sakförsäkring som trafik- och inbrottsförsäkring.

### Uppköp
1928 köptes Fylgia tillsammans med sitt dotterbolag Valkyrian upp av Livförsäkringsbolaget Trygg i en affär ledd av Adolf af Jochnick. Fylgia och Valkyrian blev därmed en del av koncernen Trygg-Fylgia. 1971 gick Trygg ihop med Städernas Allmänna Försäkringsbolag-Hansa för att bildade Trygg-Hansa. I samband med detta fusionerades Fylgia in i det nya bolaget.